# 제프리 엘턴
제프리 루돌프 엘턴(Geoffrey Rudolph Elton, 1921년 8월 17일 ~ 1994년 12월 3일)은 독일 태생의 영국 역사가, 작가이다.